# Święty z fortu Waszyngtona
Święty z fortu Waszyngtona – amerykański dramat obyczajowy z 1993 roku.

## Główne role
- Danny Glover - Jerry/Narrator
- Matt Dillon - Matthew
- Rick Aviles - Rosario
- Nina Siemaszko - Tamsen
- Ving Rhames - Little Leroy
- Joe Seneca - Spits
- Harry Ellington - Arthur
- Ralph Hughes - Jason
- Bahni Turpin - Gloria

## Fabuła
Matthew traci swoje mieszkanie w Nowym Jorku, kiedy budynek, w którym mieszkał zostaje zburzony. Mężczyzna cierpi na schizofrenię. Pomaga pewnej kobiecie i jej dzieciom trafić do zakładu opieki społecznej dla matek z dziećmi. Sam trafia do Fortu Waszyngtona - największego przytułku dla bezdomnych. Tam poznaje Jerry'ego - cierpiącego na nogi weterana wojny w Wietnamie. Jerry pomaga Matthew, udziela porad jak przetrwać i czego trzymać się z daleka. Niestety, obaj muszą opuścić przytułek, gdyż narazili się Leroy'owi...